# Etelä-Kumpusaari
Etelä-Kumpusaari är en ö i Finland. Den ligger i sjön Yli-Kitka och i kommunen Kuusamo i den ekonomiska regionen  Koillismaa  och landskapet Norra Österbotten, i den nordöstra delen av landet, 700 km norr om huvudstaden Helsingfors. Öns area är 4,6 hektar och dess största längd är 360 meter i öst-västlig riktning.